# 哈罗柳机场
哈罗柳机场（印尼语：Bandar Udara Haluoleo）原名沃尔特·蒙津希迪机场（印尼语：Bandar Udara Wolter Monginsidi），IATA代码：；ICAO代码：，是印度尼西亚东南苏拉威西省肯达里的一座机场，位于肯达里市临近的南科纳韦县拉诺米托区（Kecamatan Ranomeeto）。原沃尔特·蒙津希迪机场之名以印度尼西亚独立革命期间被荷兰处死的印度尼西亚民族英雄罗伯特·沃尔特·蒙津希迪为名。从2010年2月13日开始，机场改名为哈罗柳机场，以第六任布顿苏丹哈罗柳（Halu Oleo）为名。新的航站楼于2012年4月6日启用。
哈罗柳机场对服务设施做出了许多改进，特别是建立了3座登机廊桥以方便乘客搭乘飞机。机场停机坪现在也已扩建，可以容纳8架宽体飞机，例如波音737-900ER和空客A320。
目前，除了已经拥挤的望加锡哈桑丁苏丹国际机场外，哈罗柳机场也行使印尼东部的中转枢纽机场作用。希望在未来，在哈罗柳机场中转的飞机运营成本可以降低，因为这样可以节省燃料。

## 扩建
2011年，停机坪从195x91㎡扩建到234x113㎡，跑道从2,250m延长到2,500m，原计划工程将于2012年底完成。

## 航空公司和目的地
| 航空公司                                      | 目的地                                               |
| --------------------------------------------- | ---------------------------------------------------- |
| 航星航空                                      | 帕洛波、科拉卡、拉哈、本腾、马卡勒、瓦坦波尼、马马萨 |
| 连城航空                                      | 望加锡（2017年6月16日开始运营）                      |
| 巴泽航空                                      | 雅加达、望加锡                                       |
| 加鲁达印尼航空                                | 雅加达、望加锡                                       |
| 加鲁达印尼航空 由探索航空和探索喷射机航空运营 | 巴务巴务（2017年7月3日开始）                         |
| 印尼狮子航空                                  | 雅加达、望加锡、泗水                                 |
| 风翼航空                                      | 巴务巴务、望加锡、旺伊旺伊                           |
| 三佛齐航空                                    | 望加锡                                               |
| 大沙璜马老奇包机                              | 帕洛波、马卡勒                                       |
| 苏西航空                                      | 瓦坦波尼、科拉卡                                     |
| 快速航空                                      | 巴务巴务、科拉卡                                     |

## 设施
哈罗柳机场海拔164（538英尺），有一条方向08/26、沥青铺装2,500 m x 45 m（8,202 ft × 148 ft）的跑道。

## 地面交通
从肯达里市区到哈罗柳机场可选择出租车、DAMRI公交和迷你巴士等多种交通工具。

## 资料来源
1. ↑  .   [2017-05-31]. （原始内容存档于2018-03-01）.
2. ↑  .   [2017-05-31]. （原始内容存档于2017-06-20）.
3. ↑  . October 17, 2012  [2017年5月31日]. （原始内容存档于2012年10月22日）.
4. ↑  http://zonasultra.com/mulai-3-juli-2017-garuda-indonesia-buka-rute-kendari-baubau.html